# Quiricae/Hautoho
Quiricae/Hautoho ist eine osttimoresische Siedlung im Suco Namolesso (Verwaltungsamt Lequidoe, Gemeinde Aileu).
Das Dorf liegt an einer Seitenstraße, die nördlich von der Hauptstraße des Sucos verläuft, am Ostrand der Aldeia Serema, in einer Meereshöhe von 1194 m. Jenseits der Grenze befindet sich das größere Dorf Urbadan (Aldeia Hautoho, Suco Acubilitoho). Der Hauptstraße nach Westen folgend erreicht man die Siedlung Serema, die den Osten von Namolesso bildet, den Hauptort des Sucos.